# مورس ترنبری
مورس ترنبری (به انگلیسی: Morris-Turnberry) یک منطقهٔ مسکونی در کانادا است که در شهرستان هورون، انتاریو واقع شده‌است. مورس ترنبری ۳٬۴۱۳ نفر جمعیت دارد.